# Atarba subpatens
Atarba subpatens är en tvåvingeart som beskrevs av Alexander 1969. Atarba subpatens ingår i släktet Atarba och familjen småharkrankar.
Artens utbredningsområde är Panama. Inga underarter finns listade i Catalogue of Life.